# Jamileh Sheikhi
Jamileh Sheykhi (en persan: جمیله شیخی), née le 19 mai 1930 à Zandjan, et décédée le 23 mai 2001 à Téhéran, est une actrice iranienne et la mère de l’acteur, Atila Pesyani.

## Carrière
Elle débute comme actrice au théâtre en 1957, et au cinéma en 1975 avec le film Khane-kharab de Nosrat Karimi.
Pionnière et vétéran du théâtre et du cinéma iranien, elle joue dans plusieurs films avec des réalisateurs renommés. Sheykhi joue avec un grand succès dans le film Mosaferan (Les voyageurs) - 1991, de Bahram Beyzai) et remporte le Simorgh de cristal de la meilleure actrice au Festival du Film Fajr.
Des personnalités telles que Bahram Beyzai et Ahmad Kamyabi Mask sont présentes à ses funérailles.

## Filmographie sélectionnée
- Khane-kharab, 1975, de Nosrat Karimi
- Visa
- Le petit oiseau du bonheur,  1987
- Mosaferan  (Les Voyageurs), 1992, de Bahram Beyzai
- Leila, 1996, de Dariush Mehrjui
- Papier sans ligne 2001, de Naser Taghvai